# دياكوبتكس
الدياكوبتكس (Diakoptics) (الكلمة اليونانية "dia" تعنى «من خلال»، والكلمة"kopto" تعنى «قطع أو تمزيق» -أي تعني «طريقة التمزيق»-) هو مصطلح يتضمن في تحليل النظم تقسيم مسألة -عادة ما تكون فيزيائية- إلى مسائل فرعية يمكن حلها بشكل مستقل قبل ضمها معًا مرة أخرى للحصول على حل دقيق للمسألة برمتها، قُدِّمَ هذا المصطلح من قبل غابرييل كرون في سلسلة «دياكوبتكس - الحل المجزأ للأنظمة الكبيرة» التي نشرتها المجلة الكهربائية في الفترة من 7 يونيو 1957 إلى فبراير 1959 في لندن بإنجلترا. تم جمع الدفعة الواحدة والعشرين ونشرها ككتاب يحمل نفس العنوان في عام 1963. بينما صاغ مصطلح دياكوبتكس فيليب ستانلي من كلية الاتحاد قسم الفلسفة.

## المميزات
وفقًا لكرون فإن «الدياكوبتكس أو طريقة التمزيق هي نظرية مشتركة لزوج من مخازن المعلومات أي المعادلات + الرسم البياني، أو المصفوفات + الرسم البياني المرتبطة بنظام مادي أو اقتصادي معين.». ما كان يقوله كرون هنا هو أنه من أجل تنفيذ طريقة التمزيق لم تكن معادلات النظام مطلوبة فحسب ولكن أيضًا طوبولوجيا النظام.
شُرِح الدياكوبتكس من حيث الطوبولوجيا الجبرية بواسطة جى بول روث. يصف روث كيف يمكن حل قوانين دائرة كيرشوف في شبكة كهربائية بمصفوفة مقاومة معينة أو مصفوفة دخول للتيارات والجهود الفولتية باستخدام طوبولوجيا الدائرة، يترجم روث «شروط التعامد» لكرون إلى متتاليات منضبطة من التنادد أو التعايش. تم تأكيد تفسير روث من قبل راؤول بوت في تقارير في ماثماتيكل ريفيوز.
يمكن رؤية الدياكوبتكس مطبقة على سبيل المثال في نَص حل الشبكات الكبيرة بواسطة أساليب المصفوفة.
يعتبر الدياكوبتكس فريد كطريقة تحلل من حيث أنه يتضمن أخذ القيم على «طبقة التقاطع» (الحد بين الأنظمة الفرعية) في الاعتبار. أُعيد اكتشاف الطريقة من قبل مجتمع المعالجة المتوازية تحت اسم «تحليل المجال».
وفقًا لكيث بودين «كان كرون بلا شك يبحث عن أنطولوجيا هندسية». وصف بودين أيضًا «نسخة هرمية متعددة المستويات للطريقة التي يتم فيها تمزيق النظم الفرعية بشكل متكرر إلى أنظمة متفرعة من الفرعية».
عندما تم توفير الحوسبة المتوازية بواسطة رقاقة إينموس وصف كيث بودين كيف يمكن تطبيق الدياكوبتكس. إنه سؤال مفتوح بصورة مستمرة عن كيف يمكن أن يكون التوازي في الحوسبة الكمية مناسبًا.

## اليابان
في عام 1951 «تم تنظيم مجموعة من حوالي عشرين عالمًا ومهندسًا في اليابان من أجل دراسة موحدة للمشكلات الأساسية في العلوم الهندسية عن طريق الهندسة، ونُظِّمت مرة أخرى عام 1954 في منظمة جديدة تسمى جمعية أبحاث الهندسة التطبيقية (RAAG).»
"كان كرون أول عضو مؤجر من الخارج وبقي عضوًا فخريًا حتى وفاته. في الوقت نفسه زادت قائمة عضوية RAAG إلى مائتين وخمسين موزعين في جميع أنحاء العالم. تم نشر العديد من المقالات حول الدياكوبتكس بقلم كرون وغيره في مذكرات RAAG.
وضعت مجلة الموتر (ISSN 0040-3504) -التي نُشرت في سابورو باليابان- كرون على «هيئة التحرير الفخرية» الخاصة بها في عام 1951. ساهم كرون بمقال في عدد مارس 1955.

## المملكة المتحدة
«يمتد تأثير كرون إلى ما هو أبعد من الولايات المتحدة الأمريكية. وقد ظهرت جمعية الموتر ببريطانيا العظمى إلى الوجود لتعزيز فهم وتطبيقات تحليل الموتر.» في عام 1950 أسسها إس أوستن ستيجانت باسم نادي الموتر في بريطانيا العظمى، وبدأت في نشر المجلة الفصلية المصفوفة والموترISSN 0025-5998، وفقًا لكرون كان إس. أوستن ستيجانت أول من اقترح على كرون كتابة سلسلته «دياكوبتكس» للمجلة الكهربائية. في سبتمبر 1961 أصبح النادي جمعية، في عام 1968 (المجلد 19) نشرت المجلة الفصلية عددًا تذكاريًا للإشارة إلى وفاة غابرييل كرون لكن واصلت المجلة الفصلية النشر حتى عام 1987.
شجع كل من فلورشيم وجي آر مورتلوك من الصناعات الكهربائية المرتبطة قسم هندسة أنظمة الطاقة في تلك الشركة على التحري في تطبيقات الدياكوبتكس لحل مشاكل تدفق الحمل العملي وبعض مشكلات الاهتزاز الميكانيكي الصعبة، حيث أن هذه التحقيقات أسفرت عن نتائج قيمة كبيرة.